# Bléou
Der Bléou (französisch: Ruisseau de Bléou) ist ein kleiner Fluss in Frankreich, der im Département Lot in der Region Okzitanien verläuft. Er entspringt im Regionalen Naturpark Causses du Quercy, im Gemeindegebiet von Saint-Projet, entwässert generell in südwestlicher Richtung und mündet nach rund 15 Kilometern im Gemeindegebiet von Gourdon als rechter Nebenfluss in den Céou. In seinem Mündungsabschnitt verläuft der Bléou parallel zur Bahnstrecke Les Aubrais-Orléans–Montauban-Ville-Bourbon.

## Orte am Fluss
(Reihenfolge in Fließrichtung)
- Saint-Projet
- Le Vigan-en-Quercy
- La Madeleine, Gemeinde Gourdon
- Gourdon
- Maillol, Gemeinde Gourdon